# Hasbergen
Hasbergen er en kommune med godt 11.000 indbyggere (2013), beliggende sydvest for byen Osnabrück i den sydvestlige del af Landkreis Osnabrück, i den tyske delstat Niedersachsen.

## Geografi
Kommunenligger i et kuperet landskab i Teutoburger Wald. Området ligger mellem 62 og 228 moh. I Hasbergen ligger det 108 meter høje Rote Berg. Mod nord danner Wilkenbach kommunegrænsen til Osnabrück.

### Nabokommuner
Kommunen grænser mod vest til Lotte og Tecklenburg i delstaten Nordrhein-Westfalen, mod syd til Georgsmarienhütte og Hagen og mod nord og øst til byen Osnabrück.

### Inddeling
Hasbergen består af de tidligere selvstændige kommuner Hasbergen, Gaste og Ohrbeck.